# 더그 레녹스
더그 레녹스(Doug Lennox, 1938년 1월 21일 ~ 2015년 11월 28일)는 캐나다의 배우, 작가이다.
서드베리에서 태어났으며 토론토에서 사망하였다.

## 도서
- Now You Know Football
- Now You Know Royalty
- Now You Know Soccer
- Now You Know Christmas Counter 6 Pack
- Now You Know Almost Everything

## 영화
- 내겐 너무 사랑스러운 그녀 (2007년) - 미스터 호프스테틀러 역
- 911 위기의 시간 (2003년)
- 인터스테이트 (2002년)
- 스토커 (2001년)
- 아포칼립스 4 (2001년)
- 사랑의 전쟁 (2000년)
- 머시 (2000년)
- 엑스맨 (2000년)
- 피스톨 저스티스 (1999년)
- 스파이 인 노스코리아 (1999년)
- 허드 (1998년)
- 누가 엘리를 죽였는가? (1998년)
- 화이트 레이븐 (1998년)
- 문샤인 하이웨이 (1996년)
- 잠복 작전 (1987년)
- 고독한 영웅 (1986년)
- 나이트 히트 (1985년)
- 폴리스 아카데미 (1984년)
- 무장 25시 (1983년)